# Casa Presidencial de Costa Rica
La Casa Presidencial de Costa Rica es el lugar de trabajo de la presidencia de Costa Rica. Está ubicada en el distrito de Zapote, en el extremo este de la ciudad de San José, y ha sido el principal lugar de trabajo de todas las presidencias de la República desde Rodrigo Carazo Odio, en 1980.
Casa Pesidencial se trasladó al complejo de las antiguas oficinas de Fertica, que fue diseñado por el arquitecto mexicano Pedro Ramírez Vásquez, en estilo moderno. El complejo incluye varios edificios, los cuales son ocupados por los despachos de la Presidencia de la República, de las dos Vicepresidencias de la República y de la primera dama, así como del Ministerio de la Presidencia y sus viceministerios, del Ministerio de Comunicación y del Ministerio de Coordinación con el Sector Privado. Las reuniones semanales del Consejo de Gobierno y de los diferentes consejos presidenciales también se celebran en la Casa Presidencial.

## Historia
Originalmente, la sede de los tres poderes de la República se localizaba en el Palacio Nacional, una edificación construida para tal efecto por el expresidente Juan Rafael Mora Porras entre 1853 y 1855. Posteriormente, el poder ejecutivo y la residencia del presidente y su familia se trasladó al Palacio Presidencial, hasta 1894. En 1915, Máximo Fernández Alvarado, aspirante a la presidencia, finalizó la construcción del Castillo Azul para servir como sede de gobierno y residencia personal del presidente, aunque no llegó a ocuparla ya que la presidencia fue a dar a Alfredo González Flores. En ella residieron los presidentes González Flores, Federico Tinoco Granados y Julio Acosta García, sin embargo, otros presidentes se negaron a residir allí por haber sido usada por Tinoco, quien ocupó la presidencia de Costa Rica de manera dictatorial durante dos años, por lo que el Castillo Azul pasó a funcionar como la embajada de Estados Unidos en 1924.  El Palacio Nacional fue demolido en 1958 por José María Figueres Ferrer. 
Entre 1920 y 1922, el despacho presidencial se ubicó en la Casa Amarilla y seguidamente se traslada a la antigua residencia del presidente Tomás Guardia Gutiérrez, ubicada en el terreno que hoy alberga el Tribunal Supremo de Elecciones, en la ciudad de San José.
La idea de trasladar la sede de la presidencia de Costa Rica a una nueva edificación nació durante las administraciones de Daniel Oduber Quirós y de Rodrigo Carazo Odio. Durante la administración de Oduber Quirós, el arquitecto costarricense Jorge Bertheau Odio fue contratado para diseñar un edificio que albergara la presidencia de la República, sin embargo, estos planes fueron descartados cuando el expresidente Carazo Odio entró en funciones. Durante su administración, el gobierno mexicano donó al gobierno costarricense un terreno ubicado en el distrito josefino de Zapote como resultado de las conversaciones entre el entonces presidente de México, José López Portillo, y Rodrigo Carazo Odio. 

En 1976, el gobierno mexicano encomendó al arquitecto Pedro Ramírez Vázquez la construcción de una edificación en el terreno previamente donado el cual serviría como la sede de la entonces empresa estatal costarricense Fertilizantes de Costa Rica (FERTICA). La edificación fue finalizada el 1 de marzo de 1980, más, finalmente, se destinó para albergar la sede de la presidencia de la República. En la inauguración, se colocó una placa indicando la frase “adquirido por el pueblo", refiriéndose al complejo presidencial, sin embargo, esta fue removida tiempo después y fue extraviada. Con la nueva edificación también se estableció en ella los despachos vicepresidenciales y del Ministerio de la Presidencia.

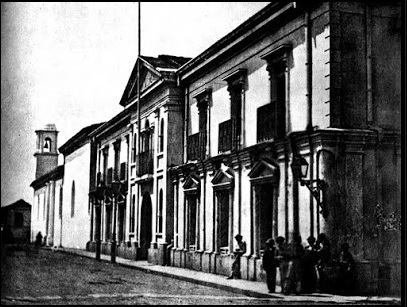
Primera sede presidencial: Palacio Nacional de Costa Rica. Merced, San José. Ocupado entre 1853 y 1882.
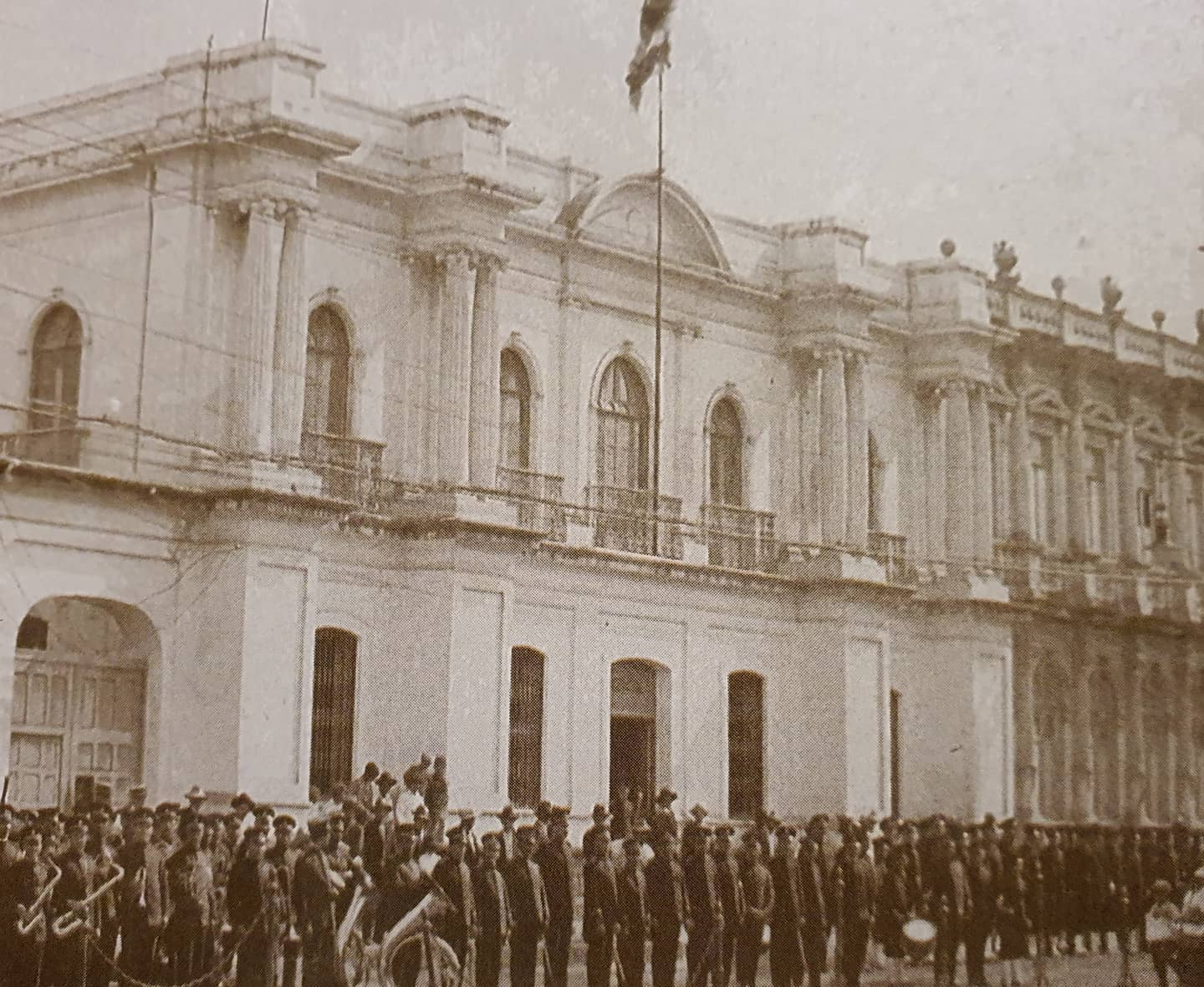
Segunda sede presidencial: Palacio Presidencial de Costa Rica. Merced, San José. Ocupado entre 1882 y 1894.
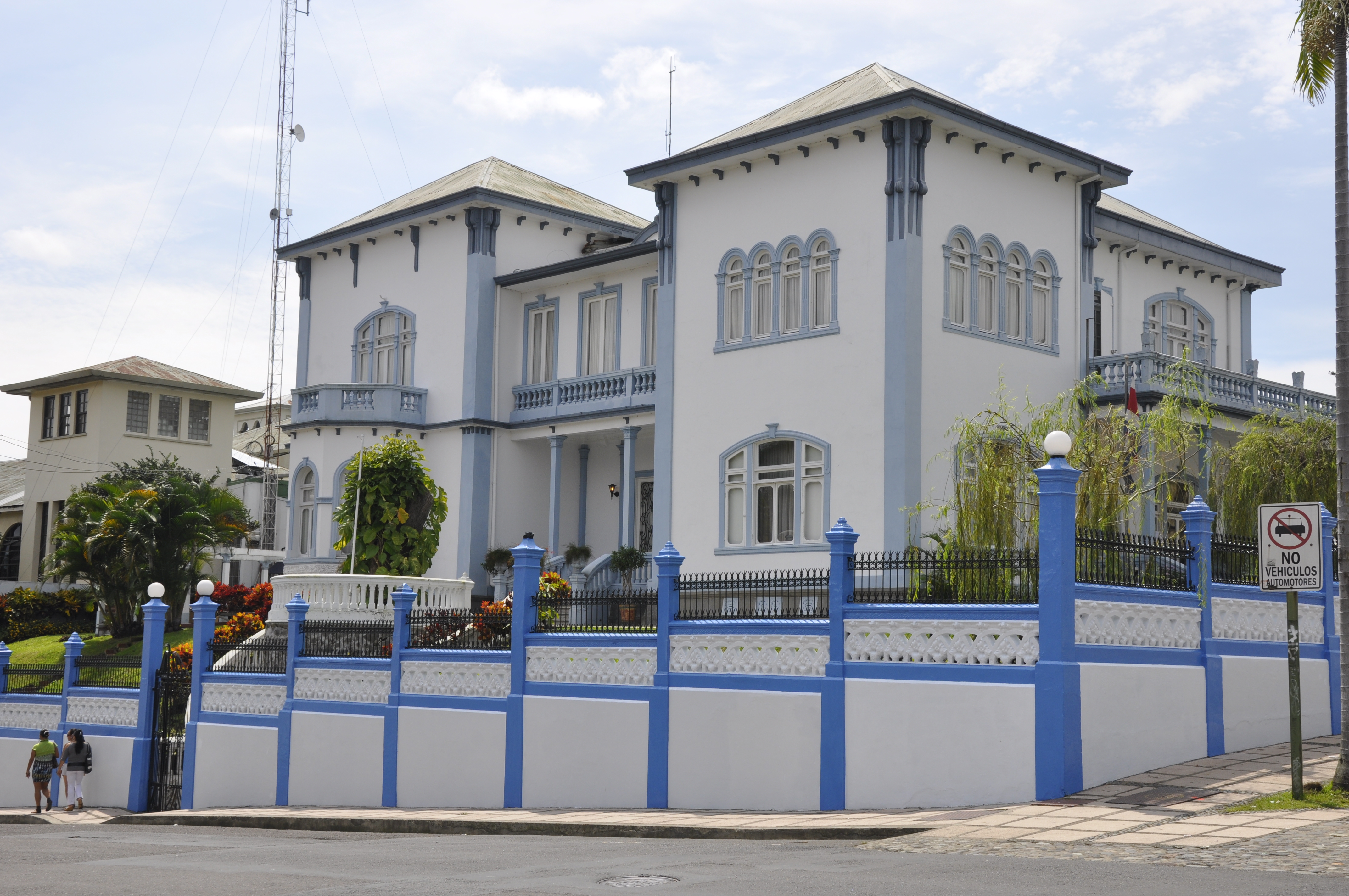
Tercera sede presidencial: Castillo Azul. Catedral, San José. Ocupado entre 1915 y 1920.
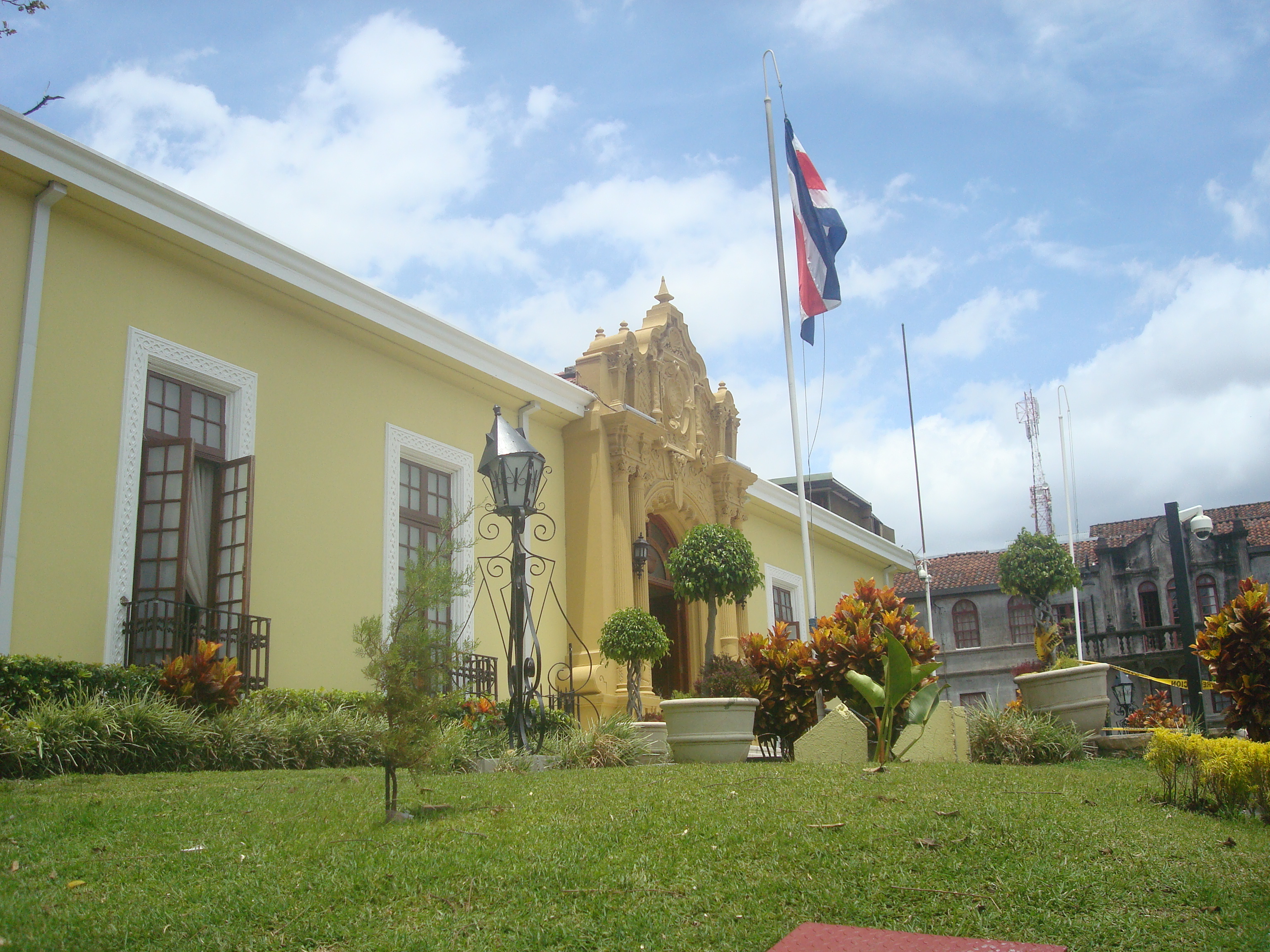
Cuarta sede presidencial:Casa Amarilla. Carmen, San José. Ocupado entre 1920 y 1922.
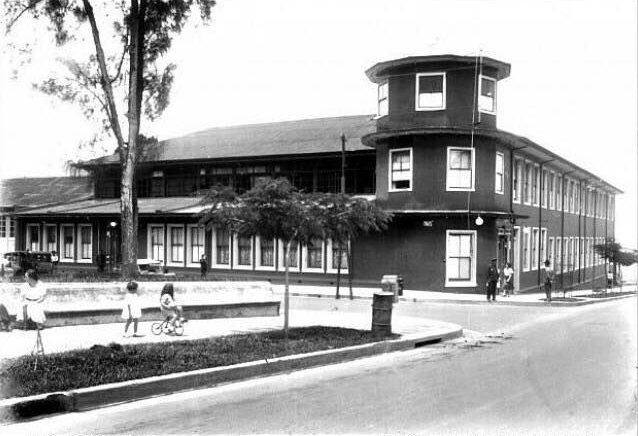
Quinta sede presidencial: Casa de Tomás Guardia Gutiérrez. Carmen, San José. Ocupado entre 1922 y 1978.
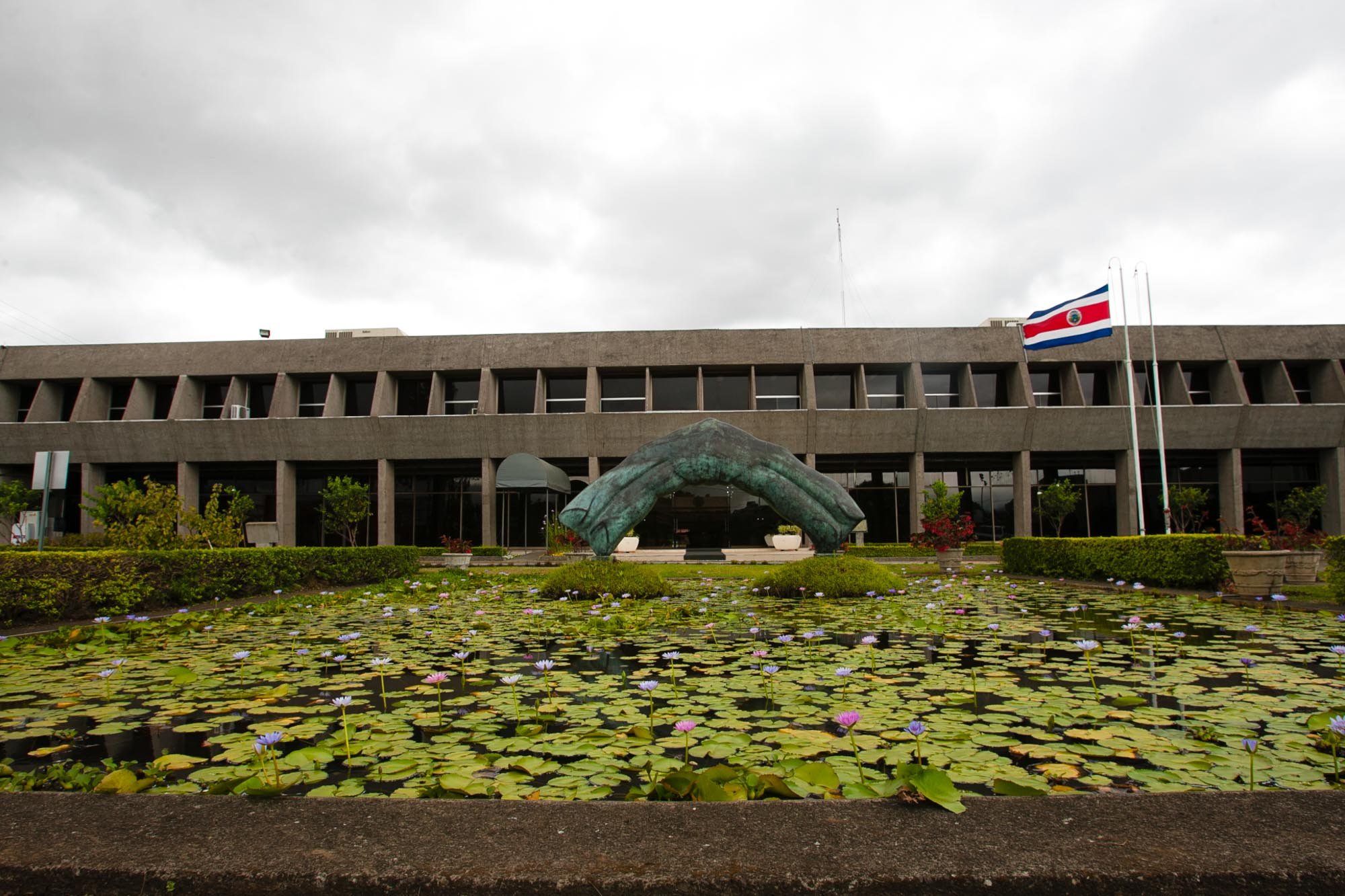
Actual sede presidencial: Casa Presidencial de Costa Rica. Zapote, San José. Ocupado desde 1980.

### Intentos de traslado
Desde la construcción de la actual Casa Presidencial, se han llevado a cabo varios intentos para trasladar la Casa Presidencial a una nueva ubicación. Estos intentos se han fundamentado en parte en el hecho de que la actual edificación no cumple con los estándares para albergar a la presidencia de la República, principalmente porque fue construida para otra función la cual era albergar la sede de FERTICA. El primer intento se dio en 2006, cuando el entonces recientemente electo presidente Óscar Arias Sánchez mostró su interés en querer trasladar la Casa Presidencial al Centro Nacional de Cultura (CENAC), sin embargo, esta decisión recibió una fuerte oposición por parte del gremio cultural del país, por lo que al final no se efectuó.
Un segundo intento se llevó a cabo en 2010, cuando, nuevamente, el expresidente Óscar Arias Sánchez intentó trasladar la sede de la Casa Presidencial. Para ello, el mandatario organizó conjunto al Banco Centroamericano de Integración Económica (BCIE) un proyecto para la construcción de una nueva sede presidencial en el centro de San José. Durante la organización, se escogió una cuadra de terreno cercana al Museo Nacional de Costa Rica en donde se construiría la edificación, y para ello, se le solicitó a los dueños de trece propiedades localizadas en estas cuadras que vendieran sus terrenos para la construcción, sin embargo, el mandatario también barajó la posibilidad de llevar a cabo una expropiación. El proyecto tuvo un costo inicial de $42 millones y se barajó la posibilidad de contratar al arquitecto brasileño Óscar Niemeyer para el diseño de la edificación.
El 4 de mayo de 2010, cuatro días antes de ceder la presidencia a Laura Chinchilla Miranda, el expresidente Arias develó en un parqueo cercano a la Asamblea Legislativa una placa sobre la futura Casa Presidencial. Este acto recibió diferentes críticas ya que, al momento de develar la placa, ningún terreno había sido comprado o expropiado para llevar a cabo la construcción, más fue defendido por el expresidente Arias. Finalmente, el proyecto no fue impulsado durante la administración de Laura Chinchilla.

## Diseño

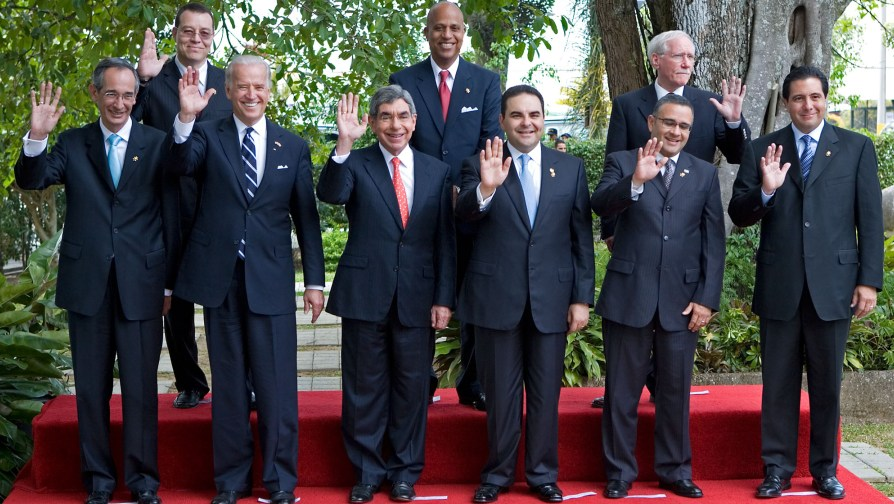
Líderes latinoamericanos y el exvicepresidente de Estados Unidos, Joe Biden, después de una reunión multilateral a las afueras de la Casa Presidencial en 2009.

El interior de la Casa Presidencial de Costa Rica consta de dos grandes cuerpos que enmarcan un patio central con un enorme espejo de agua. El techo es de un material traslúcido que favorece un clima de luz, humedad y vegetación propio de la arquitectura tropical. Los dos cuerpos del edificio están unidos mediante rampas. Al estar a medio nivel entre sí, se pueden observar dos perspectivas a través de las salas de oficina. La estructura fue diseñada para mantener una integración espacial entre el patio, el vestíbulo y el paisaje en un entorno que armoniza con el ambiente.
Dentro de la Casa Presidencial también se pueden encontrar diferentes piezas de carácter patrimonial tales como pinturas, esculturas, dibujos, grabados y fotografías, así como artículos precolombinos como las esferas de piedra o petroglifos. Estas piezas son administradas y preservadas por el Departamento de Servicios Generales y Departamento de Activos de la Presidencia, el Instituto Nacional de Seguros, el Museo Nacional de Costa Rica y la Fundación para el Rescate y la Protección del Patrimonio de la Casa Presidencial, esta última creada en 1994 por iniciativa de la entonces primera dama, Josette Altmann Borbón.